# 카세린주

카세린주의 위치

카세린주(영어: Kasserine Governorate, 아랍어: ولاية القصرين)는 알제리와 접하는 튀니지 서부의 주로, 주도는 카세린이다. 면적은 8,066km2이며, 인구는 412,278명(2004년)이다.